# Erigophantes
Erigophantes Wunderlich, 1995 è un genere di ragni appartenente alla famiglia Linyphiidae.

## Distribuzione
L'unica specie oggi attribuita a questo genere è stata reperita nel Borneo.

## Tassonomia
A dicembre 2011, si compone di una specie:
- Erigophantes borneoensis Wunderlich, 1995[3] — Borneo